# Cañada de Yukcimil
Cañada de Yukcimil är en ort i Mexiko.   Den ligger i kommunen Santiago Tlazoyaltepec och delstaten Oaxaca, i den sydöstra delen av landet, 400 km sydost om huvudstaden Mexico City. Cañada de Yukcimil ligger 2 547 meter över havet och antalet invånare är 129.
Terrängen runt Cañada de Yukcimil är kuperad åt sydväst, men åt nordost är den bergig. Runt Cañada de Yukcimil är det ganska glesbefolkat, med 29 invånare per kvadratkilometer. Närmaste större samhälle är San Miguel Peras, 8,6 km söder om Cañada de Yukcimil. I omgivningarna runt Cañada de Yukcimil växer i huvudsak blandskog.